# Friedhof Schruns

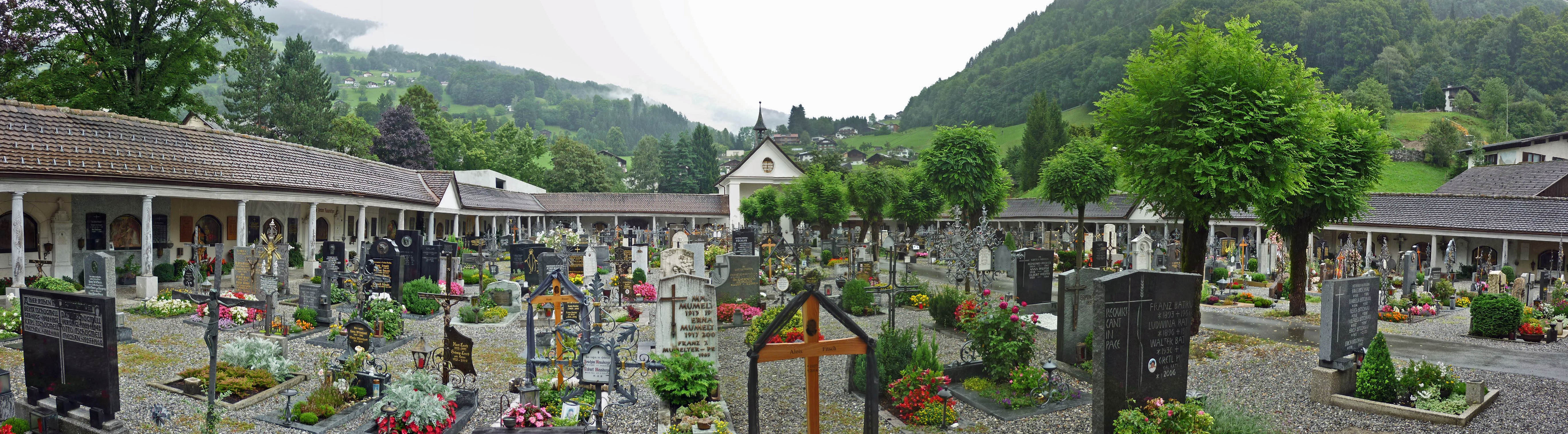
Friedhof in Schruns

Der Friedhof Schruns befindet sich in der Marktgemeinde Schruns im Bezirk Bludenz in Vorarlberg. Der Friedhof steht unter Denkmalschutz (Listeneintrag).

## Geschichte
Der Schrunser Friedhof umfasste ursprünglich die Pfarrkirche Schruns und wurde im Jahr 1844 mit Arkaden an seinem heutigen Platz angelegt.

## Friedhof
Der Friedhof wird von einer hohen Ummauerung mit einem Arkadengang umfasst. Unter den Arkaden befinden sich Grabstätten sowie Gemälde zum Alten und Neuen Testament von Franz Bertle (1852) und Konrad Honold.
Die alte Friedhofskapelle wurde 1850 erbaut, das Deckenbild Auferstehung Jesu Christi malte Jakob Bertle.
Die neue Friedhofskapelle wurde 1959/1960 nach den Plänen des Architekten Werner Pfeifer (1919–1972) erbaut. Der Altar zeigt das Bild Kruzifix mit Maria und Johannes und trägt die Figuren Franz von Sales und Margaretha aus der Werkstatt Andreas Kölle um 1760, das Oberbild zeigt Gottvater, das Predellarelief zeigt Arme Seelen.